# Be Forewarned
Be Forewarned es el tercer álbum de estudio de la banda estadouindense Pentagram. Fue publicado en 1994 por Peaceville Records y reeditado en 2005 en formato digipak.
Es el último álbum grabado con la formación Death Row (Liebling / Griffin / Swaney / Hasselvander).

## Lista de canciones
1. "Live Free and Burn" (Griffin/Hasselvander) - 3:07
2. "Too Late" (Griffin) - 4:37
3. "Ask No More" (Liebling) - 4:06
4. "The World Will Love Again" (Hasselvander) - 5:13
5. "Vampyre Love" (Griffin) - 3:40
6. "Life Blood" (Griffin/A. Forrest) - 7:01
7. "Wolf's Blood" (Griffin) - 4:26
8. "Frustration" (Liebling) - 3:36
9. "Bride of Evil" (Hasselvander) - 4:34
10. "Nightmare Gown" (Liebling) - 2:53
11. "Petrified" (Liebling/Hasselvander) - 5:53
12. "A Timeless Heart" - 2:23
13. "Be Forewarned" (Liebling) - 7:14

## Integrantes
- Bobby Liebling - voz
- Victor Griffin - guitarra, piano, coros en "Life Blood"
- Joe Hasselvander - batería
- Martin Swaney - bajo

- Datos: Q4875495